# ستاره سرخ بر فراز چین
ستارهٔ سرخ بر فراز چین (انگلیسی: Red Star Over China)، کتابی از ادگار اسنو است، که در سال ۱۹۳۷ منتشر شد. این کتاب گزارشی از حزب کمونیست چین است، و زمانی نوشته شد که آن‌ها یک ارتش پارتیزانی بودند، و غربی‌ها هنوز آن‌ها را نمی‌شناختند. این کتاب، هم‌راه با کتاب خاک خوب (۱۹۳۱)، اثر پرل باک، اثرگذارترین کتاب در درک و هم‌دلی غربی، نسبت به چین سرخ، در دههٔ ۱۹۳۰ بود.